# 菱田未渚美
菱田 未渚美（ひしだ みなみ、2006年12月26日 - ）は、日本のアーティスト、女優、歌手、ダンサー。
Girls2のメンバー。兵庫県出身。
姉は、元Popteenモデルで元MAGICOURメンバーの海佑香。

## 来歴
2018年、LDH主催のTHE GIRLS AUDITIONに俳優部門で合格。
2019年4月から、ガールズ×戦士シリーズ第3作となる『ひみつ×戦士 ファントミラージュ!』に桜衣ココミ / ファントミハート役で出演し、同番組から派生したユニット・mirage²のメンバーとして活動グループmirage²に加入した。
2020年4月より『おはスタ』のおはガールに新メンバーとして追加加入し、隅谷百花と共に金曜日担当となる。同時に「おはガール from Girls²」に参加した。
2021年4月からは、おはガールが4人体制となった兼ね合いから、従来の金曜日に加えて水曜日も担当。同年10月1日、山口綺羅、原田都愛、石井蘭とともにおはガールを卒業。出演最終日は番組のエンディングで感極まり、涙を見せた。
2021年7月より開始したドラマガル学。〜ガールズガーデン〜にミナミ役として出演している。

## 人物
Girls²公式サイトからの引用↓
- EXPG STUDIO OSAKA 出身
- 趣味：絵⽂字探し、お洋服探し、ドラマ鑑賞、(人間観察、将棋)
- 特技：エレクトーン、水泳
- 好きな食べ物：ミニトマト、オムライス
- 好きな飲み物：オレンジジュース
- 好きな漫画/アニメ：「塔の上のラプンツェル」、「ホリミヤ」
- 好きなスポーツ：バスケ、バドミントン、
- 好きなゲーム：Stumble Guys
- 好きな映画：「思い、思われ、ふり、ふられ」、「余命10年」
- 好きな本：「私は私のままで⽣きることにした」
- 好きな曲：LE SSERAFIM「Good Parts」
- 好きな絵文字：🌷🫶🏻💞
- 好きな動物：わんちゃん、イルカ
- 好きなファッション：カジュアル系
- 憧れの人：藤井夏恋
- 座右の銘：神⾊⾃若
- アーティストでなかったらやってみたい職業：アパレル店員、幼稚園の先⽣、ケーキ屋さん

## 出演

### テレビドラマ
- ガールズ×戦士シリーズ（テレビ東京）
  - ひみつ×戦士 ファントミラージュ!（2019年4月7日 - 2020年6月28日） - 桜衣ココミ / ファントミハート 役
  - ポリス×戦士 ラブパトリーナ! 第10話・第43話（2020年9月27日・2021年5月23日） - 桜衣ココミ / ファントミハート 役
- ガル学。～ガールズガーデン～（2021年7月7日 - 9月29日） - ミナミ 役

### テレビ番組
- おはスタ（テレビ東京）
  - （2019年9月25日・10月30日・12月24日・2020年2月5日） - ゲスト出演
  - （2020年4月10日 - 2021年4月2日） - 金曜おはガール
  - （2021年4月7日 - 2021年10月1日） - 水曜・金曜おはガール
- スマイルスタジアムNST（2020年2月15日、NST新潟総合テレビ）
- この恋イタすぎました（2022年11月11日） - 菊池 役
- 浜ちゃんが!（2023年5月10日、読売テレビ）

### 映画
- 劇場版 ひみつ×戦士 ファントミラージュ! 〜映画になってちょーだいします〜（2020年7月23日） - 桜衣ココミ / ファントミハート 役
- 劇場版 ポリス×戦士 ラブパトリーナ! ～怪盗からの挑戦！ ラブでパパッとタイホせよ！～（2021年5月21日） - 桜衣ココミ / ファントミハート 役

### テレビアニメ
- キラッとプリ☆チャン 第68話（2019年7月28日、テレビ東京） - 桜衣ココミ / ファントミハート 役
- ガル学。〜聖ガールズスクエア学院〜（2020年4月 - 2021年3月、テレビ東京） - ミナミ 役

### ラジオ
- RADIO MASHUP（2019年6月9日・16日・2020年3月8日、Fm yokohama）
- GENERATIONS小森隼のGood Laugh and Sleep（2020年3月30日、ニッポン放送）
- Girls²のがるがるトーク!（2021年7月3日-、文化放送）

### 舞台
- IDOLS～夢のシークエンス～（2023年8月25日 - 26日、品川インターシティホール） - 謎のウエイトレス 役（小田柚葉とのWキャスト）